# Jerzy Paramonow
Jerzy Paramonow (ur. 4 lub 5 kwietnia 1931 w Skierniewicach, zm. 21 listopada 1955 w Warszawie) – polski przestępca, znany jako sprawca rozboju z bronią w ręku oraz zabójstwa milicjanta Zdzisława Łęckiego.

## Życiorys
Pochodził z kolejarskiej rodziny. Syn Sylwestra i Apolonii, z domu Wrońskiej, w chwili urodzenia Jerzego oboje mieli 38 lat. Paramonow miał starszą o 5 lat siostrę Leokadię.
Już jako nastolatek Paramonow miewał problemy z prawem, pierwszy raz był karany mając 14 lat. Od tego momentu wielokrotnie trafiał przed sąd, głównie jako sprawca i uczestnik bójek, znieważanie milicjantów oraz w sprawie drobnych kradzieży. Jako osiemnastolatek został skazany na 3 lata i 6 miesięcy pozbawienia wolności za rozboje i włamania. Był również sądzony za gwałt z użyciem niebezpiecznego narzędzia (sztyletu) i za ten czyn otrzymał wyrok 6 lat pozbawienia wolności. Do więzienia ponownie trafił w roku 1950. Wskutek amnestii wyszedł po odsiedzeniu połowy wyroku.
19 sierpnia 1955 na ul. Syreny w Warszawie Paramonow zaatakował łomem milicjanta Stanisława Lesińskiego i ukradł mu pistolet TT. Następnie wraz z Kazimierzem Gaszczyńskim dokonał kilkunastu napadów na sklepy i restauracje. 22 września, razem ze swoim szwagrem Zdzisławem Gadajem i przypadkową prostytutką, został aresztowany przez milicjanta Zdzisława Łęckiego podczas libacji w taksówce parkującej niedaleko restauracji „Stolica” przy pl. Powstańców w Warszawie. Po przewiezieniu taksówką na komendę MO przy ul. Wilczej Paramonow podjął próbę ucieczki, podczas której zastrzelił Łęckiego i ranił innego milicjanta. Po trwających kilkanaście dni poszukiwaniach został aresztowany wraz z Kazimierzem Gaszczyńskim 2 października w okolicach dworca Warszawa Wschodnia. Aresztowania dokonali: st. strz. Józef Ostrowski i sierż. Henryk Skiba. 
8 listopada 1955 roku Paramonow i Gaszczyński zostali skazani na karę śmierci. Wyrok na Paramonowie wykonano 21 listopada 1955, został powieszony w areszcie śledczym przy ulicy Rakowieckiej, natomiast Gaszczyński został ułaskawiony przez Radę Państwa (karę zamieniono na dożywocie; wyszedł na wolność w 1971, a zmarł w 2006 roku).

## Odniesienia w kulturze
Zabójstwo milicjanta i przedłużający się pościg uczyniły Paramonowa bohaterem ulicznych piosenek; po latach historię przestępcy przypomniał zespół Transmisja w utworze Paramonov, później piosenka ta została zagrana przez Vavamuffin na albumie Vabang. W obu przypadkach utwór zaśpiewał Marcin „Gorg” Krasowski. W 2010 zespół Apteka nagrał utwór Ballada o Paramonowie (album Tylko dla...).
W powieści Szczury Wrocławia. Kraty, drugim tomie cyklu Szczury Wrocławia Roberta J. Szmidta, występuje wątek tzw. krawaciarzy, przestępców skazanych na karę śmierci, którzy dzięki rozprzestrzeniającej się zarazie, wychodzą na wolność. Losy kryminalistów są oparte na sylwetkach prawdziwych przestępców z okresu PRL-u, a jeden z nich jest powieściowym alter ego Paramonowa.